# Julie Berthelsen
Julie Ivalo Broberg Berthelsen, conhecida como Julie Berthelsen ou simplesmente Julie, (Århus, 7 de junho de 1979) é uma cantora e compositora groelandesa nascida na Dinamarca. Ela é conhecida em grande parte por seu sucesso na série de TV Popstars. Embora tenha terminado em segundo lugar, ela se tornou mais popular e bem-sucedida que a vencedora do primeiro lugar. Ela tem suas origens e foi criada em Nuuk, a capital da Groenlândia.
Quando Julie tinha apenas alguns meses, sua mãe groelandesa e seu pai dinamarquês se divorciaram, Julie, a mãe e a irmã voltaram para a Groenlândia. Sua mãe se casou com o músico groenlandês Per Berthelsen da banda de rock groelandesa, Sume, que se tornou seu padrasto e uma grande influência musical. Aos 15 anos ela começou a cantar como backing vocals na Sume. Além de sua carreira musical, ela estudou medicina e já aprensentou vários eventos na TV. Em 2010 ela lançou um álbum que incluía suas versões de músicas que seu padrasto gravou com a banda Sume.
Julie fez várias apresentações, das quais a mais notável foi no Palácio de Christiansborg, em frente à família real dinamarquesa para o casamento do príncipe herdeiro Frederik e da princesa Mary em maio de 2004. Outro desempenho digno de nota foi sua interpretação da música dos Beatles "Ob-La-Di, Ob-La-Da" em 22 de novembro de 2008 no The White Concert, em Horsens, Dinamarca, no 40º aniversário do lançamento de " The Beatles " (também conhecido como "The White Album"), a canção teve grande sucesso nacional e conta com um grande número de visualizações no YouTube.
Julie é uma cantora muito famosa nos países nórdicos, é a celebridade groelandesa mais popular e conhecida mundialmente.

## Discografia
Albums
- 2003: Home
- 2004: Julie
- 2006: Asasara
- 2009: Lige nu
- 2010: Closer

Singles
- 2002: "Every Little Part of Me"
- 2003: "Shout (Our Love Will Be the Light)"
- 2003: "Completely Fallen"
- 2004: "It's a Wonderful Feeling"
- 2014: "Jesus and Josephine" (with Martin Brygmann)